# Pachybrachis laevis
Pachybrachis laevis är en skalbaggsart som beskrevs av Bowditch 1909. Pachybrachis laevis ingår i släktet Pachybrachis och familjen bladbaggar. Inga underarter finns listade i Catalogue of Life.